# Heroin (Band)
Heroin war eine US-amerikanische Punk-Band.

## Geschichte
Heroin wurde 1989 in San Diego von dem Sänger und Frontmann Matt Anderson, dem Gitarristen Scott Bartoloni, dem Bassisten Ron Johnson und dem Schlagzeuger Aaron Montaign gegründet. Zwei Jahre nach der Bandgründung erschien bei Vinyl Communications eine erste Single der Band. Danach veröffentlichte die Gruppe bei dem in San Diego ansässigen Independent-Label Gravity Records. Dort erschien eine 7" mit dem Titel Heroin. Diese Veröffentlichung war gleichzeitig die erste auf dem neugegründeten Label. Es folgte eine 12", die ebenfalls den Titel Heroin trug, ehe sich die Gruppe 1993 auflöste. Die Bandmitglieder spielten danach in verschiedenen Gruppen wie Clikatat Ikatowi oder Antioch Arrow. 1997 wurde das Gesamtwerk von Heroin auf einer CD veröffentlicht.

## Stil
Der Stil der Gruppe lag deutlich beim Hardcore Punk und Screamo. Während die Musik von schnellen und lärmenden Gitarren und geschrienem Gesang dominiert war, drehten sich die Texte der Band um Desillusion und Schmerz.
Trotz der relativ kurzen Karriere der Band und ihrer eher niedrigen Popularität galten Heroin als eine der Pionierbands des Screamo. So geben Thursday die Gruppe als eine ihrer Inspirationen an. Allmusic bezeichnete die Band als „eine der definierende Innovatoren des Hardcores der frühen 90er“.

## Diskografie
- 1991: All About Heroin (7")
- 1992: Heroin (7")
- 1993: Heroin (12")
- 1997: Heroin (Kompilation)